# Облогова артилерія

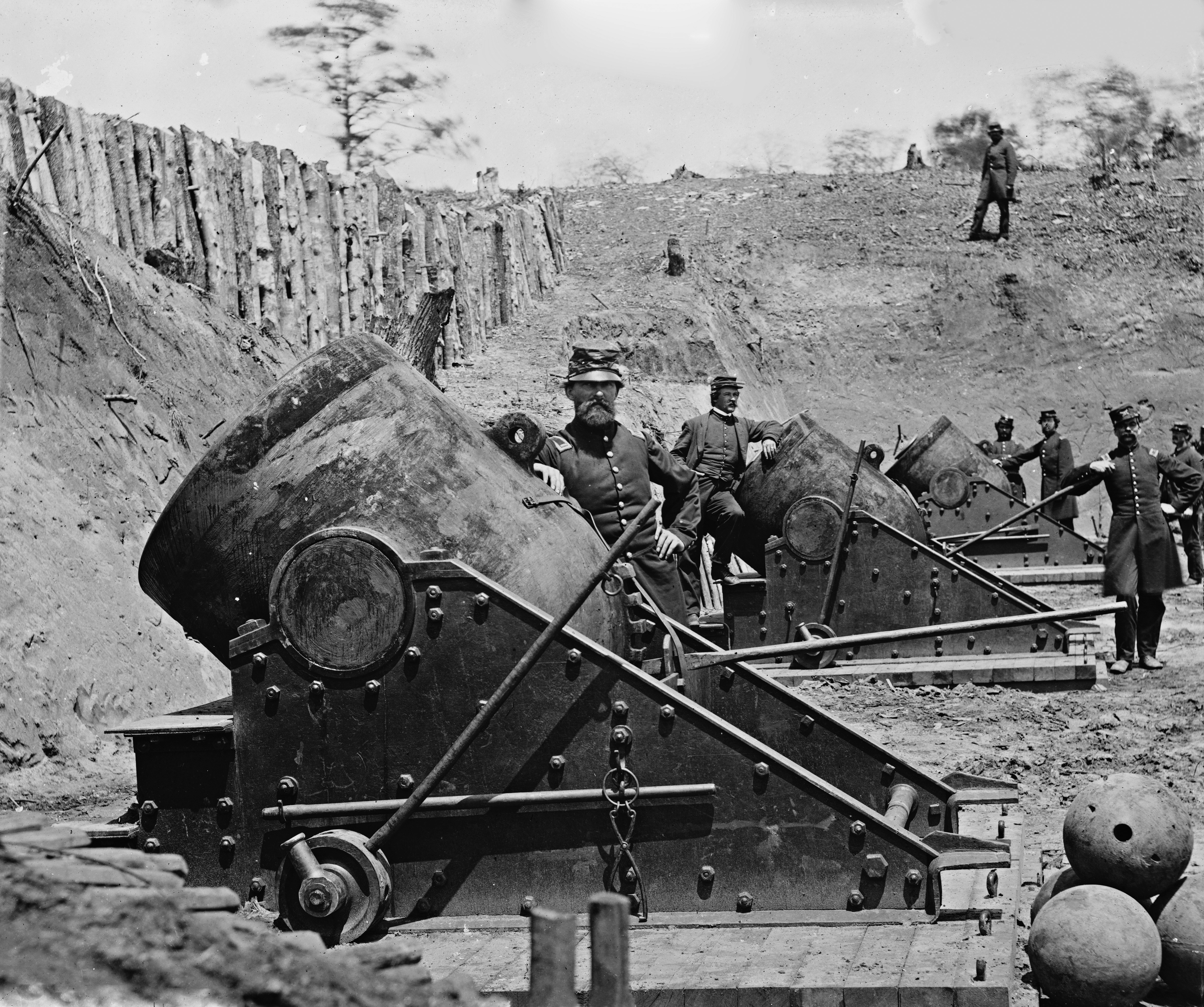
Американська облогова артилерійська батарея 13-дюймових гармат часів Громадянської війни у США. Битва при Йорктауні. Йорктаун. Вірджинія. Травень 1862

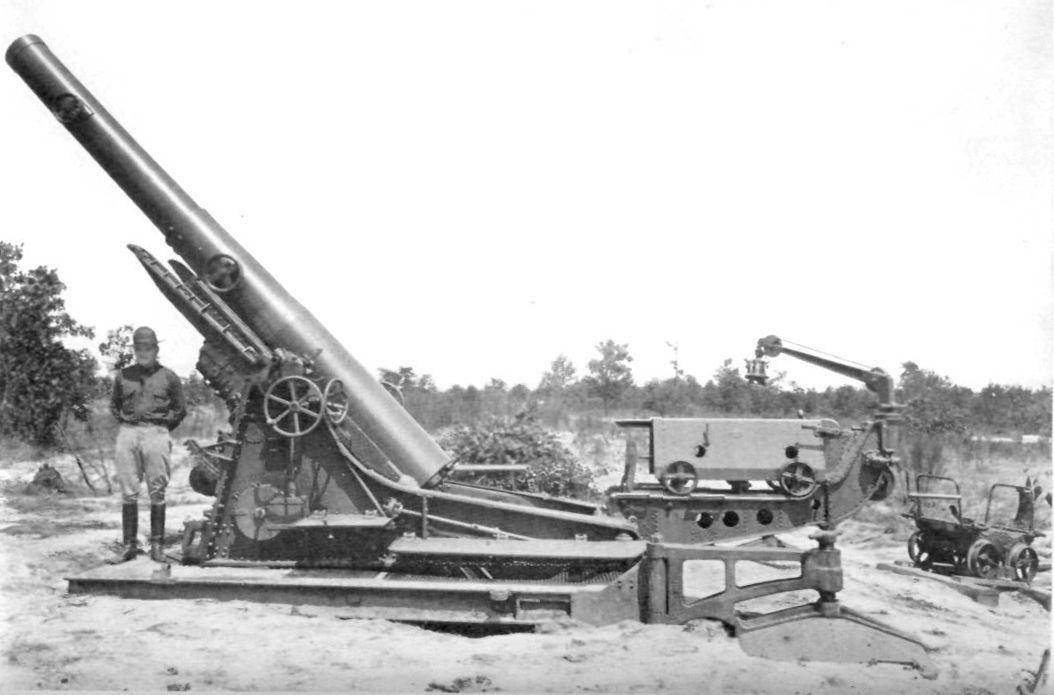
Американська 240-мм облогова гармата M1918

Облогова артилерія — вид артилерії, призначений для обстрілу та підготовки штурму фортець. Основними завданнями облогової артилерії було: зруйнування споруд (укріплень) фортеці; боротьба з фортечною артилерією ворота, що розташована у закритих фортифікаційних спорудах (баштах, казематах, бункерах тощо) та на території фортеці; завдання максимального ураження тим, що обороняється, а також вогнева підтримка своїх військ під час подолання польової оборони й безпосередньо у ході штурму фортеці.

## Історія
Облогова артилерія застосовувалася з часів появи власне артилерії, як нового роду військ на полі бою. Перша згадка про застосування облогових гармат на Русі сягає 1446 року, однак, як окремий вид засобів вогневого ураження з'явилася в XVI столітті («великий наряд»). У 1552 в ході облоги та штурму російськими військами фортеці Казань брали участь 150 великих та середніх облогових гармат. У 1704 році, російська облогова артилерія протягом 10 днів бомбардувала фортецю Нарву, після чого війська Петра I узяли її штурмом.
У 1723 році в російській імператорській армії була введена постійна організація для артилерійських формувань, що мали облогову артилерію. У ній за штатом було 462 гармати, 18 канонірських та 6 бомбардирських рот. У мирний час утримувалася лише технічна та матеріальна частина парку артилерії, а у воєнний час здійснювалося доукомплектування особовим складом та «фурштатом» (постійна команда їздових).
За прийнятим у 1871 році положенням в російській армії облогова артилерія зводилася у 3 облогових парки: 2 парки по 400 облогових гармат розташовувалися в європейській частині Російської імперії, один — з 230 гармат — на Кавказі. Облогові парки поділялися на відділення, відділення — на батареї по 6-8 гармат. На озброєнні облогової артилерії у той час перебували нарізні 9-ти та 24-фунтові (107-мм та 152-мм) гармати і 6-ти та 8-дюймові (152-мм і 203-мм) мортири. Дальність стрільби облогової артилерії не перевищувала 5,3 км.
Артилерія великої потужності інтенсивно застосовувалася союзними військами під час облоги Севастополя у Кримській війні. У російсько-турецькій війні 1877–1878 облогова артилерія росіян діяла при штурмі фортець Ардахан та Карс.
Масштабна Громадянська війна у Північній Америці сприяла розповсюдженню та розвитку різних видів зброї, зокрема артилерії. Так, американські війська, як «федералів», так й «конфедератів» застосовували щонайменше 300 різних артилерійських систем, значну частину з них у ролі облогової артилерії.
Широкого застосування облогова артилерія набула в ході російсько-японської війни, зокрема під час облоги японськими військами Порт-Артуру.
Після цієї війни парки облогової артилерії були реорганізовані, облогова артилерія увійшла до складу артилерійських полків важкої артилерії.
Облогова артилерія широко застосовувалася в ході Першої світової війни, під час штурму та облоги Льєжа, Намюру, Антверпена, Вердена тощо.
Після Першої світової війни термін «облогова артилерія» вийшов з офіційного ужитку.